# ナン・チョーンシー
ナン・チョーンシー（Nan Chauncy、1900年5月28日 - 1970年5月1日）は、イギリス生まれのオーストラリアの児童文学作家。

## 生い立ち
チョーンシーは、ナンセン・ベリル・マスターマン (Nancen Beryl Masterman) として、イングランド南東部、ロンドン西郊に位置する当時のミドルセックス州ノースウッド（英語版）（現在のヒリンドン・ロンドン特別区の一部）に生まれた。技師であった父が、オーストラリア・タスマニア州の州都ホバートの市当局から職を提示されたのを機に、一家は1912年にタスマニアに移住した。ホバートで彼女は、女子校であるセント・マイケルズ・コリージェット・スクール (St Michael's Collegiate School) に学んだ。1914年、一家はタスマニア州内の農村部に移り、バグダッド (Bagdad) でリンゴ栽培に従事した。バグダッド周辺には、森が多く、ブッシュレンジャー (bushranger) と呼ばれた盗賊たちが潜む洞窟などもあり、後の著作や、終生続いたガールスカウト運動（イギリスやオーストラリアでは「ガールガイド (Girl Guide)」の語が用いられる：Girl Guides Australia）への関わりに、様々な示唆を与えることになった。当初、ナンは、バグダッドにあった兄の所有地でガールガイドの集会やキャンプを開催していたが、1925年からクレアモント (Claremont) にあるキャドバリーのチョコレート工場 (Cadbury's Chocolate Factory, Tasmania) で、女性従業員の厚生係として働くようになると、クレアモントで自らが主催する団を組織するようになった。

## ヨーロッパ旅行
1930年にイングランドに戻ったナンは、ハンプシャー州リンドハースト (Lyndhurst) にある、ガールガイド運動の研修施設フォックスリース (Foxlease) で訓練を受けた。さらに、テムズ川に浮かぶハウスボートに住みながら、著述について学び、また、実践を重ねた。1934年には、スウェーデン、フィンランド、ソビエト連邦を旅行し、デンマークでは、当地のガールガイド学校で冬学期の英語の授業を担当した。
1938年、ナンは、オーストラリアへ帰国する船上でドイツからの亡命者であったヘルムート・アントン・ローゼンフェルト (Helmut Anton Rosenfeld) と出会い、同年9月13日にビクトリア州ララ (Lara) で結婚した。2人はバグダッドに住んだが、第二次世界大戦が勃発すると、反独感情の高まりに影響されることを避けるために、（ナンの母方の祖母の姓をとって）チョーンシーと改姓した。

## 死と遺産
チョーンシーは、1970年5月1日にがんのため、69歳で亡くなった。遺された夫と娘は、「チョーンシー・ヴェイル (Chauncy Vale)」と称された一家の所有地を、自然保護区とするものとして地元の行政当局 (Southern Midlands Council) に寄付した。

## 著作
日本語文献に言及があるもののみ邦題をつけた。
- 『洞窟発見』They Found a Cave (1947)
- World's End was Home (1952)
- A Fortune for the Brave (1954)
- 『ブッシュのトラ』Tiger in the Bush (1957)
- 『悪魔の丘』Devil's Hill (1958)
- 『タンガラ — 再出発しよう』Tangara (1961)
- The Secret Friends (1962)
- Half a World Away (1962)
- The Roaring 40 (1963)
- High and Haunted Island (1964)
- The Skewbald Pony (1965)
- Hunted in Their Own Land (1967)
- Mathinna's People (1967)
- Lizzie's Lights (1968)
- 『灯台守の息子』The Lighthouse Keeper's Son (1969)

チョーンシーの作品は、いずれもタスマニアが舞台になっている。
チョーンシーの存命中に出版された小説は14作品あり、そのうち、最初の12作品はオックスフォード大学出版局から出版された。

## 映像化
チョーンシーの小説のうち、2作品は映像作品の原作となった。小説処女作『They Found A Cave』は、1962年にチャールズ・ウォルニザー (Charles Wolnizer) 監督により、キャスト全員にタスマニア人を起用して映画化された。当時、オーストラリアの映画界は低調な時期であったが、この作品はヴェネツィア国際映画祭で児童映画賞を獲得した。
1988年、オーストラリア児童テレビ基金 (Australian Children's Television Foundation) とオーストラリア放送協会 (ABC) は、オーストラリア200周年を祝ってオーストラリアの各州・準州にちなむテレビ用映画のシリーズ『Touch the Sun』を制作した。このうちタスマニア州にちなんで制作された『Devil's Hill』は、チョーンシーの小説を映像化したものであった。

## 受賞と栄誉
チョーンシーは、オーストラリア児童書評議会 (The Children's Book Council of Australia) が年間最高の児童書を選出する the Children's Book of the Year に、1958年の『Tiger in the Bush』、1959年の『Devil's Hill』、1961年の『Tangara』と、合わせて3回選ばれている。これに次ぐ特別推薦書 (Highly Commended) にも、1964年の『The Roaring 40''』が選ばれ、1965年の『High and Haunted Island』と1968年の『Mathinna's People』も推薦書 (Commended) になっている。
チョーンシーは、オーストラリア人としては初めて、国際アンデルセン賞から表彰された。ただしこれは、国際アンデルセン賞の作家賞ではなく、各国別に優れた作品を表彰する別の制度による表彰である。チョーンシーは、1962年に『Tangara』でこの表彰を受けたが、これはイギリスの作家として推挙されたものであり、オーストラリアから国別に同じ表彰の対象者が選ばれるようになった1970年より前のことであった。
オーストラリア児童書評議会は、ナン・チョーンシー賞 (Nan Chauncy Award) を設け、オーストラリアの児童文学分野における顕著な功績を顕彰している。この賞は、1983年から1998年までは5年に1度、以降は2年に1度、授与されている。